# Джиро делла Провинция ди Милан
Джиро делла Провинция ди Милан (итал. Giro della Provincia di Milano) — однодневная велогонка в формате парной велогонки, с 1917 по 1943 год проводившаяся в итальянской провинции Милан. Состояла из двух дисциплин: парной шоссейной гонки на время и парной гонки преследования на треке, за исключением 1932 года. В 1921, 1922, 1924, 1925 и 1939 годах гонка проводилась дважды. Победителями соревнования становились лучшие итальянские велогонщики своего поколения, такие как Костанте Джирарденго, Джино Бартали, Фаусто Коппи.

## Призёры
| Год                        | Победитель                             | Второй                                 | Третий                                |
| -------------------------- | -------------------------------------- | -------------------------------------- | ------------------------------------- |
| 1917                       | Гаэтано Беллони Альфредо Сивоччи       | Костанте Джирарденго Анджело Гремо     | Оскар Эгг Луиджи Лукотти              |
| 1918 не проводилась        |                                        |                                        |                                       |
| 1919                       | Костанте Джирарденго Анджело Гремо     | Франсис Пелиссье Анри Пелиссье         | Гаэтано Беллони Альфредо Сивоччи      |
| 1920                       | Гаэтано Беллони Джузеппе Аццини        | Луиджи Аннони Костанте Джирарденго     | Альфредо Сивоччи Леопольдо Торричелли |
| 1921                       | Костанте Джирарденго Джузеппе Аццини   | Джованни Брунеро Альфредо Сивоччи      | Анджело Гремо Гаэтано Беллони         |
| 1921 (2)                   | Анджело Гремо Гаэтано Беллони          | Франсис Пелиссье Анри Пелиссье         | Джованни Брунеро Альфредо Сивоччи     |
| 1922                       | Гаэтано Беллони Джованни Брунеро       | Джузеппе Аццини Бартоломео Аймо        | Анджело Гремо Костанте Джирарденго    |
| 1922 (2)                   | Гаэтано Беллони Костанте Джирарденго   | Пьетро Линари Альфредо Сивоччи         | Джованни Трентаросси Адриано Дзанага  |
| 1923                       | Костанте Джирарденго Джованни Брунеро  | Эмиль Массон ст. Феликс Селлье         | Хайри Зутер Макс Зутер                |
| 1924                       | Джованни Брунеро Бартоломео Аймо       | Эмиль Массон ст. Феликс Селлье         | Хайри Зутер Макс Зутер                |
| 1924 (2)                   | Костанте Джирарденго Оттавио Боттеккья | Пьетро Линари Гаэтано Беллони          | Николя Франц Ромен Белленджер         |
| 1925                       | Ахилль Сушар Ромен Белленджер          | Бартоломео Аймо Камилло Ардуино        | Аделин Бенуа Гектор Мартин            |
| 1925 (2)                   | Костанте Джирарденго Оттавио Боттеккья | Альфонсо Пиччин Адриано Дзанага        | Хайри Зутер Кастор Ноттер             |
| 1926                       | Джованни Брунеро Альфредо Бинда        | Пьетро Линари Доменико Пьемонтези      | Арман Бланшонне Марсель Бидо          |
| 1927 - 1931 не проводилась |                                        |                                        |                                       |
| 1932                       | Альфредо Бинда Раффаэле Ди Пако        | Костанте Джирарденго Леарко Гуэрра     | Альфредо Бовет Микеле Мара            |
| 1933 не проводилась        |                                        |                                        |                                       |
| 1934                       | Леарко Гуэрра Доменико Пьемонтези      | Фабио Баттезини Альфредо Бинда         | Франческо Камуссо Джованни Каццулани  |
| 1935                       | Леарко Гуэрра Фабио Баттезини          | Альдо Бини Васко Бергамачи             | Джино Бартали Джузеппе Мартано        |
| 1936                       | Джино Бартали Леарко Гуэрра            | Доменико Пьемонтези Джованни Каццулани | Альфредо Бинда Джузеппе Ольмо         |
| 1937                       | Морис Аршамбо Альдо Бини               | Джино Бартали Пьерино Фавалли          | Фабио Баттезини Леарко Гуэрра         |
| 1938                       | Джино Бартали Пьерино Фавалли          | Джованни Каццулани Секондо Маньи       | Carmine Saponetti Марио Риччи         |
| 1939                       | Джованни Валетти Чино Чинелли          | Джино Бартали Пьерино Фавалли          | Фаусто Коппи Северино Ригони          |
| 1939 (2)                   | Джино Бартали Пьерино Фавалли          | Чино Чинелли Джованни Валетти          | Северино Ригони Фаусто Коппи          |
| 1940                       | Джино Бартали Пьерино Фавалли          | Фьоренцо Маньи Вито Ортелли            | Освальдо Баило Примо Дзуккотти        |
| 1941                       | Фаусто Коппи Марио Риччи               | Адольфо Леони Фьоренцо Маньи           | Пьерино Фавалли Марио Де Бенедетти    |
| 1942                       | Джино Бартали Пьерино Фавалли          | Фаусто Коппи Марио Де Бенедетти        | Фьоренцо Маньи Глауко Сервадей        |
| 1943                       | Фьоренцо Маньи Глауко Сервадей         | Джино Бартали Пьерино Фавалли          | Марио Де Бенедетти Джованни Валетти   |